# Battaglia di Raismes
La battaglia di Raismes (nota anche come battaglia di Condé o di St. Amand) ebbe luogo nei pressi di Raismes l'8 maggio 1793, durante la campagna delle Fiandre, parte delle guerre rivoluzionarie francesi, tra l'Armata del Nord francese agli ordini del generale Dampierre e l'armata della coalizione alleata sotto il principe di Sassonia-Coburgo. Lo scontro si concluse con la vittoria dei coalizzati.